# 中澤麗華
中澤 麗華（なかざわ れいか、1978年12月12日 - ）は、フリーアナウンサーである。

## 人物
- 愛知県名古屋市千種区に生まれ[1]、その後東京都調布市→栃木県宇都宮市→神奈川県川崎市と各地を転々と過ごす。
- 「報道の最前線で仕事がしたい」としてアナウンサーを志す[1]。千葉大学園芸学部園芸経済学科卒業[1]後、2002年にアナウンサーとしてテレビ岩手入社[1]。全国35局を受験し[1]、キー局、準キー局では善戦したこともあったという[1]。
- 2004年、フリーに転向。遅くとも2010年春まではセント・フォースに所属していた。
- ダイビング、ゴルフ、ベランダ菜園と幅広い趣味を持つ。また、着物の着付けの資格取得を目指しているという。
- 身長163cm。

## 現在の担当番組
- 情報ライブ ミヤネ屋（読売テレビ）　皇室関連特集を中心としたリポーター

## 過去の担当番組
- 5きげんテレビ（テレビ岩手）
- BSフジNEWS （BSフジ、 - 2008年3月30日、青山絵美と交互で土・日曜日担当）
- エンタ!見たもん勝ち（フジテレビ）
- 大人のゴルたび（BSジャパン、八田亜矢子と共演）
- ゴルフの真髄（テレビ東京、2009年4月4日 - 4月25日）

## 参考資料
- 人気女子アナ公式ファイル（学習研究社）2006年10月発行
- TG Talented Girls Intelligence（彩文館出版）2008年10月発行
- 文春ムック・原色美人キャスター大図鑑（文藝春秋）2010年3月発行